# Apamea gelida
Apamea gelida là một loài bướm đêm trong họ Noctuidae.